# أرجيليه-سور-مير
أرجيليه-سور-مير (بالفرنسية: Argelès-sur-Mer)، هي بلدية فرنسية في فرنسا تقع في إقليم البرانيس الشرقية (pyrénées-orientales)، في منطقة أوسيتاني.

## توأمة
لأرجيليه-سور-مير اتفاقيات توأمة مع كل من:
- هورت [الإنجليزية]‏
- مونغات

## معرض الصور

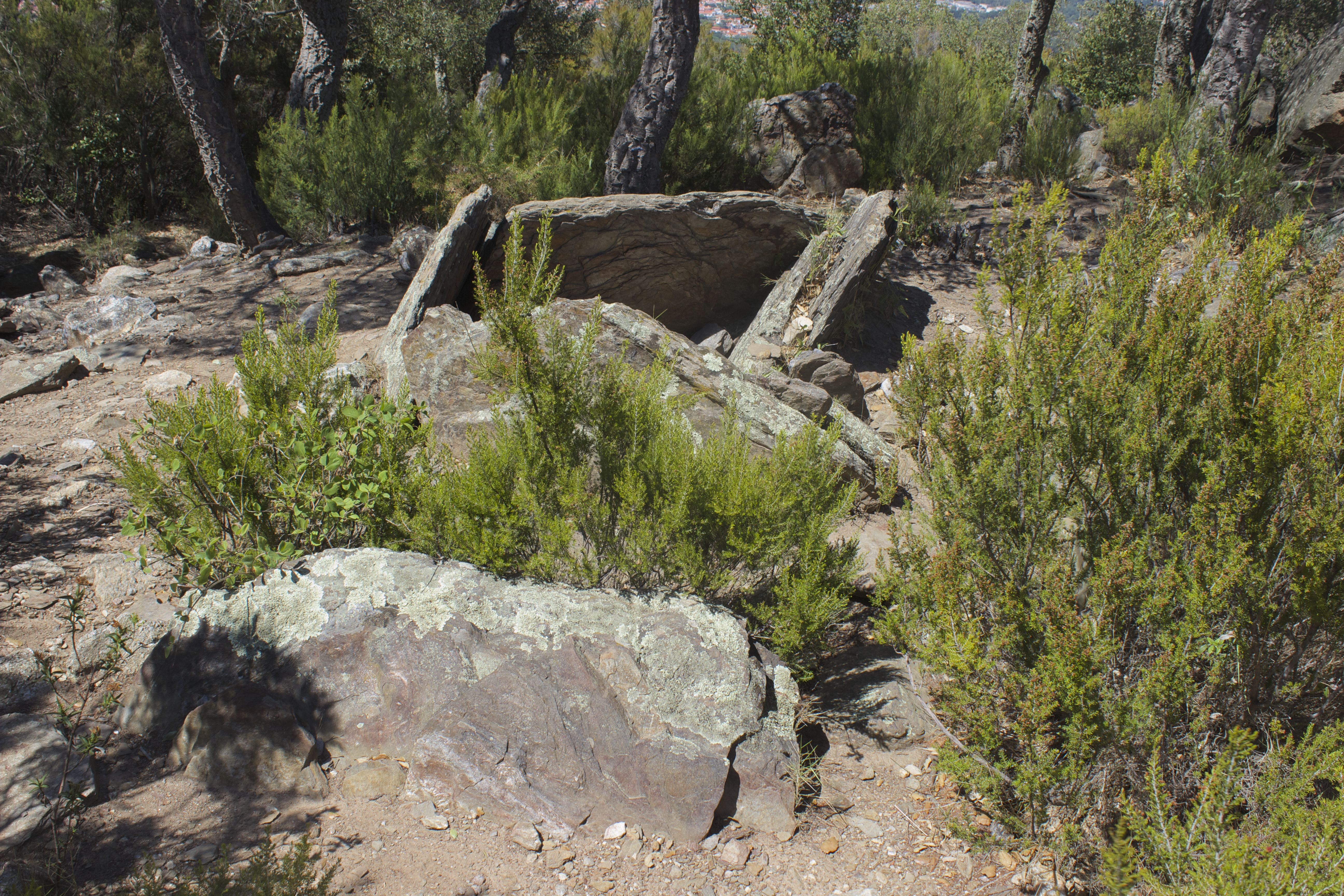
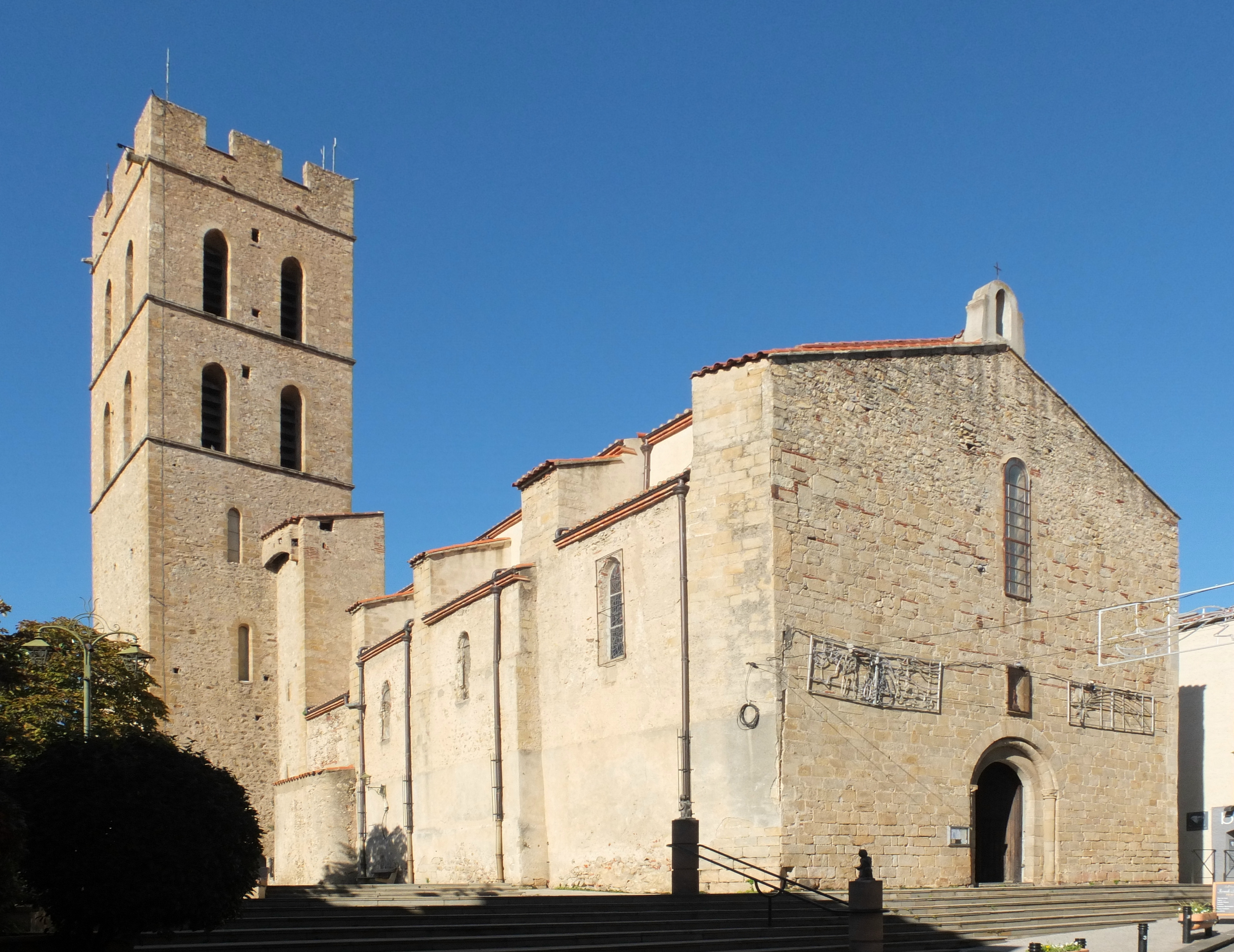
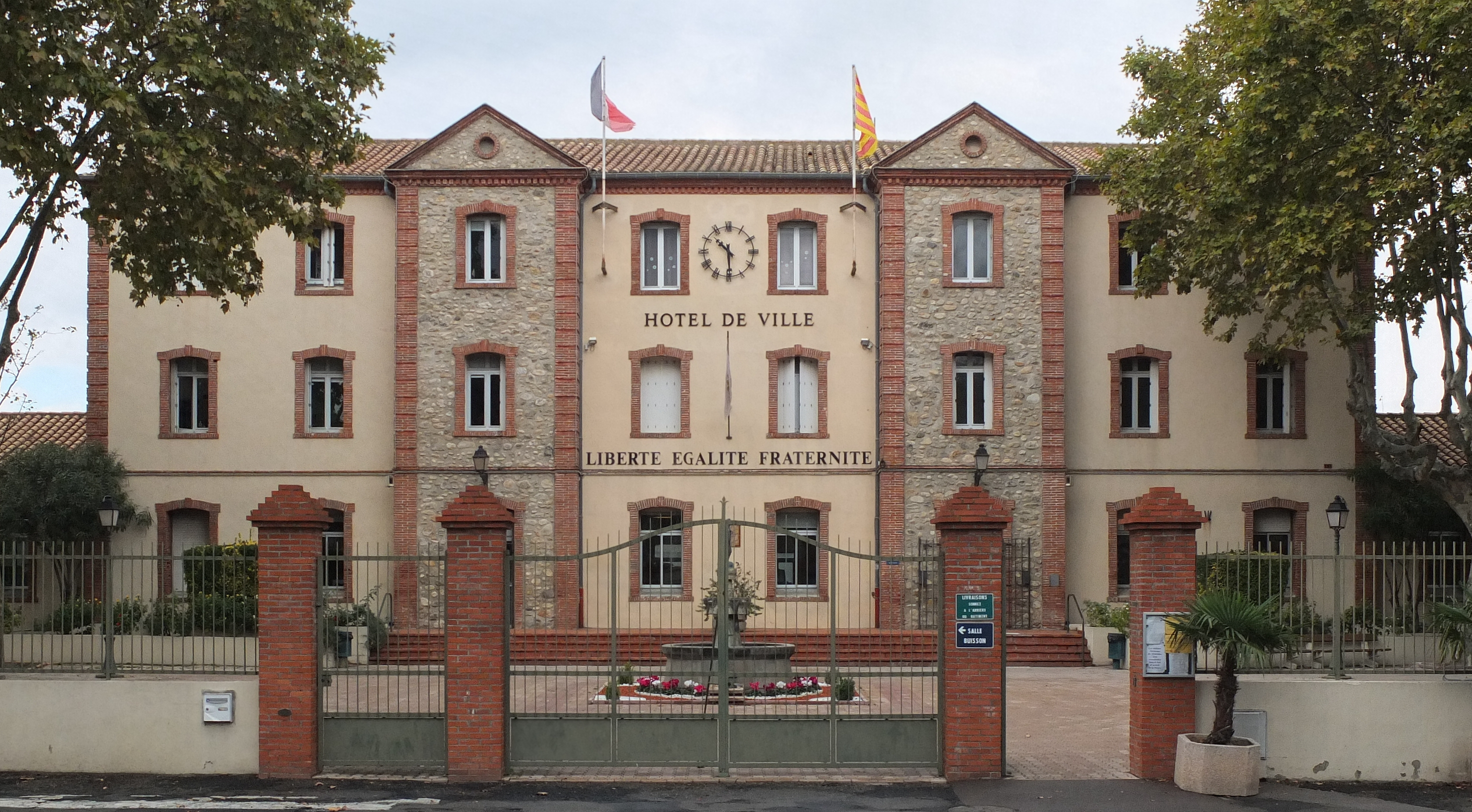